# Mario Albar
Cándido Antolín, conocido artísticamente como Mario Albar (Valencia, 1882-Zaragoza, enero de 1965) fue un actor español.

## Biografía

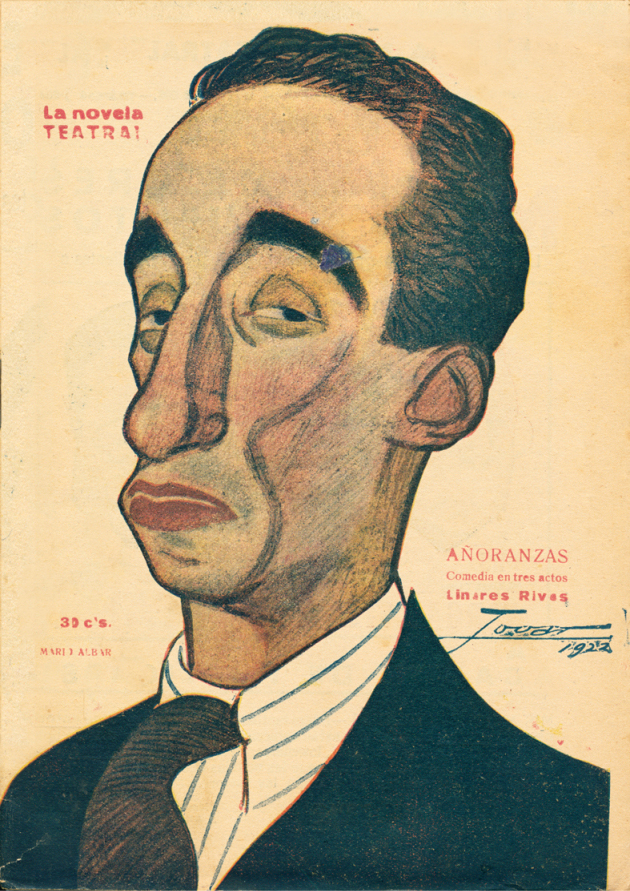
Caricaturizado por Tovar (1922)

Inició su carrera teatral en el Teatro Eslava de su ciudad natal. Se instaló en Madrid en la década de 1910, y fue figura en el Teatro Infanta Isabel.
Creó su propia compañía y destacaron sus interpretaciones en Campo de armiño (1917), de Jacinto Benavente, La casa de la Troya (1920), La locura de Don Juan (1923), de Carlos Arniches o Cuento Oriental (1925), de Manuel de Góngora Ayustante, si bien su papel más destacado fue el de El Rubio en la obra La malquerida, de Jacinto Benavente.
Además, escribió varias obras de teatro.
Padre del director de escena Mario Antolín.